# Lotte Bundsgaard
Lotte Bundsgaard (ur. 20 stycznia 1973 w m. Nivå) – duńska polityk i dziennikarka, parlamentarzystka, w latach 2000–2001 minister.

## Życiorys
W latach 1992–1996 kształciła się w szkole nauczycielskiej Odense Seminarium, po czym przez dwa lata pracowała jako nauczycielka. Zaangażowała się w działalność polityczną w ramach Socialdemokraterne. Była m.in. wiceprzewodniczącą jej organizacji młodzieżowej Danmarks Socialdemokratiske Ungdom (1992–1996) oraz wiceprzewodniczącą partii (2002–2005). W latach 1998–2007 sprawowała mandat deputowanej do Folketingetu. Od grudnia 2000 do listopada 2001 pełniła funkcję ministra do spraw równouprawnienia oraz ministra do spraw mieszkalnictwa w czwartym gabinecie Poula Nyrupa Rasmussena.
W 2009 ukończyła studia na Uniwersytecie Południowej Danii. Zawodowo zajęła się dziennikarstwem. W 2008 zrezygnowała z członkostwa w Socialdemokraterne.